# Artéria angular
A artéria angular é um ramo da artéria facial que anastomosa-se com a artéria oftálmica, formando uma anastomose entre as artérias carótida externa e interna.